# Chief Joseph

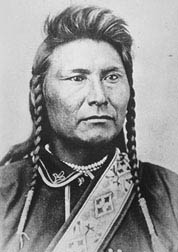
Chief Joseph

Chief Joseph egentligen Hinmahtooyahlatkekt ("åskan går över bergen"), född omkring 1840, död 21 september 1904, var en av hövdingarna för nez perce-stammen.